# Pieni Sikosaari (ö i Mellersta Finland, Saarijärvi-Viitasaari)
Pieni Sikosaari är en ö i Finland. Den ligger i sjön Kivijärvi och i kommunen Kivijärvi i den ekonomiska regionen  Saarijärvi-Viitasaari och landskapet Mellersta Finland, i den centrala delen av landet, 300 km norr om huvudstaden Helsingfors. Öns area är 1,3 hektar och dess största längd är 210 meter i nord-sydlig riktning.